# Brachyopa scutellaris
Brachyopa scutellaris es una especie de sírfido. Se distribuye por Europa occidental.